# شان هریس
شان هریس (انگلیسی: Sean Harris؛ زادهٔ ۱۹۶۶) یک هنرپیشه اهل انگلستان است. وی از سال ۱۹۹۴ میلادی تاکنون مشغول فعالیت بوده‌است.
از فیلم‌هایی که وی در آن نقش داشته‌است، می‌توان به مکانی برای تنها مردن، تعدی بر ما، تبعید و مأموریت غیرممکن ۵، قانون‌شکن و مأموریت: غیرممکن – فال‌اوت اشاره کرد.